# 2008年夏季殘疾人奧林匹克運動會沙特阿拉伯代表團
2008年夏季殘疾人奧林匹克運動會沙特阿拉伯代表團於2008年9月6日至17日參加在中國北京舉行的第13屆殘疾人奧運會。
沙特阿拉伯在本屆殘奧會將派出運動員出戰包括田徑等項目。

## 獎牌榜
| 奖牌 | 运动员        | 项目 | 赛事              |
| ---- | ------------- | ---- | ----------------- |
| 金牌 | 乌萨马·尚基提 | 田径 | 男子跳远F12級     |
| 銀牌 | 乌萨马·尚基提 | 田径 | 男子三级跳远F12級 |

## 參賽項目
田徑